# Gaj Barnea
Gaj Barnea (hebr. גיא ברנע, ur. 9 września 1987 w Beer Szewa) – izraelski pływak, reprezentował Izrael w Letnich Igrzyskach Olimpijskich 2008 w Pekinie, brązowy medalista Mistrzostw Europy w Pływaniu 2010 w Budapeszcie oraz Mistrzostw Europy w Pływaniu 2012 w Debreczynie.
Studiuje na Uniwersytecie Kalifornijskim w Berkeley.